# آخر رسائل هاف (رواية)
آخر رسائل هاف (بالإنجليزية: Last Letters from Hav)‏ هي رواية للكاتبة الويلزية البريطانية جان موريس نشرت عام 1985.
تدور الرواية حول زيارة لبلد خيالي اسمه هاف. وتعتبر الرواية من أدب الرحلات.